# Skellefteå (comune)

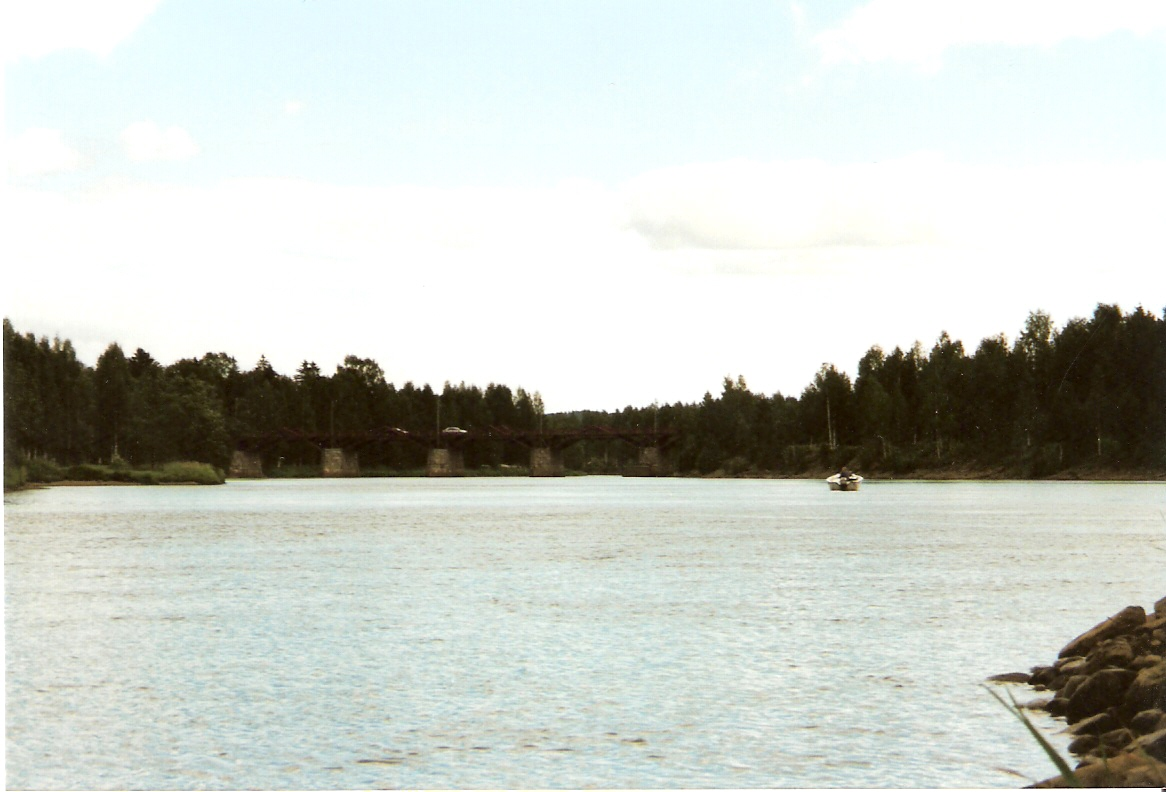
Lago in Skelleftea

Skellefteå è un comune svedese di 71 779 abitanti, situato nella contea di Västerbotten. Il suo capoluogo è la città omonima.

## Località
Nel territorio comunale sono comprese le seguenti aree urbane (tätort):
- Bergsbyn
- Boliden
- Bureå
- Burträsk
- Bygdsiljum
- Byske
- Drängsmark
- Ersmark
- Hej
- Jörn
- Kåge
- Kusmark
- Lövånger
- Medle
- Myckle
- Örviken
- Ostvik
- Skelleftehamn
- Skellefteå
- Södra Bergsbyn och Stackgrönnan
- Ursviken

## Amministrazione

### Gemellaggi
- Rana
- Løgstør
- Raahe
- Tallinn
- Pardubice
- Törökbálint